# 2012年夏季奧林匹克運動會開幕典禮
2012年夏季奧林匹克運動會開幕典禮，官方名稱為第三十屆奧林匹克運動會開幕典禮（Opening Ceremony of the 2012 Summer Olympic Games），是2012年夏季奧林匹克運動會的開幕典禮，于倫敦時間2012年7月27日21時在俗稱「倫敦碗」的倫敦奧林匹克體育場舉行。

## 創作團隊
2012年倫敦奧運會和帕運會組織委員會於2012年1月27日宣布是屆倫敦奧運開幕典禮由英國著名電影導演丹尼·波爾作為開幕典禮的總導演，而布拉德利·海明斯（Bradley Hemmings）、珍妮·斯利（Jenny Sealey）以及他們的製作團隊一同創作；而史提芬·杜德利等作為執行團隊成員。

## 開幕前程序
開幕典禮前將會進行文藝表演（即預演）。

## 開幕典禮

### 倒數

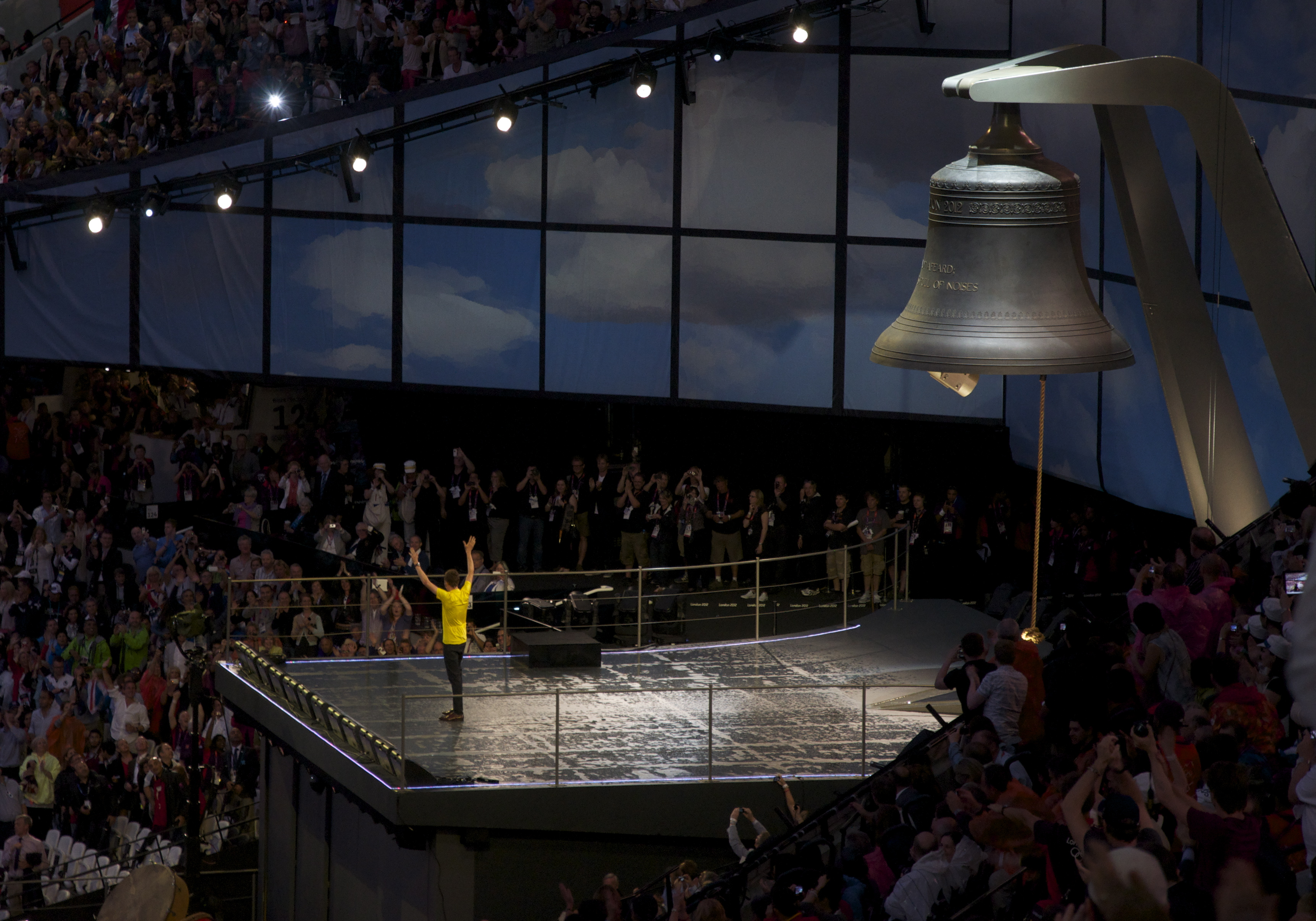
布拉德利·威金斯敲響了重達23噸重的奧運鐘，為開幕典禮揭開序幕

整個開幕典禮的文藝表演歷時約50分鐘，名為「奇幻之島」（Isles of Wonder），取材自莎士比亞小說《暴風雨》，而開幕典禮以「給每一個人」作為主題，以展現英國歷史及英國人具創意、豐盛與和藹可親的一面:14。
開幕典禮在20時12分（象徵著2012年）正式開始，會場播放一段長約2分鐘由丹尼·波爾執導，英國廣播公司製作的短片，展現泰晤士河由源頭告羅士打郡直到倫敦市中心，片中可見到格拉姆所著童話小說《柳林風聲》（Wind in the Willows）的主角、伊頓公學的歌曲《Eton Boating Song》、英國昔日的奧運名將、牛津大學與劍橋大學的划艇賽等，倫敦市內歷史及著名地標，如巴特西發電站、大笨鐘、倫敦眼及倫敦地鐵，片末畫面到達倫敦奧林匹克體育場:14。
歷屆夏季奧運會的海報相繼出現，但不包括柏林奧運會、洛杉磯奧運會及亞特蘭大奧運會。畫面直到場館內，由95名穿着傳統英國田野服裝的小孩，手持的寫有10至1的氣球，與在場觀眾作最後十秒的倒數。剛在2012年環法單車賽獲總冠軍，亦是首位獲得環法單車賽總冠軍的英國單車手布拉德利·威金斯，敲響了重達23噸重的奧運鐘，為開幕典禮揭開序幕。四個帶着奧運五環及攝影機的氣象氣球被施放，升到平流層:14-15。

### 綠色樂土

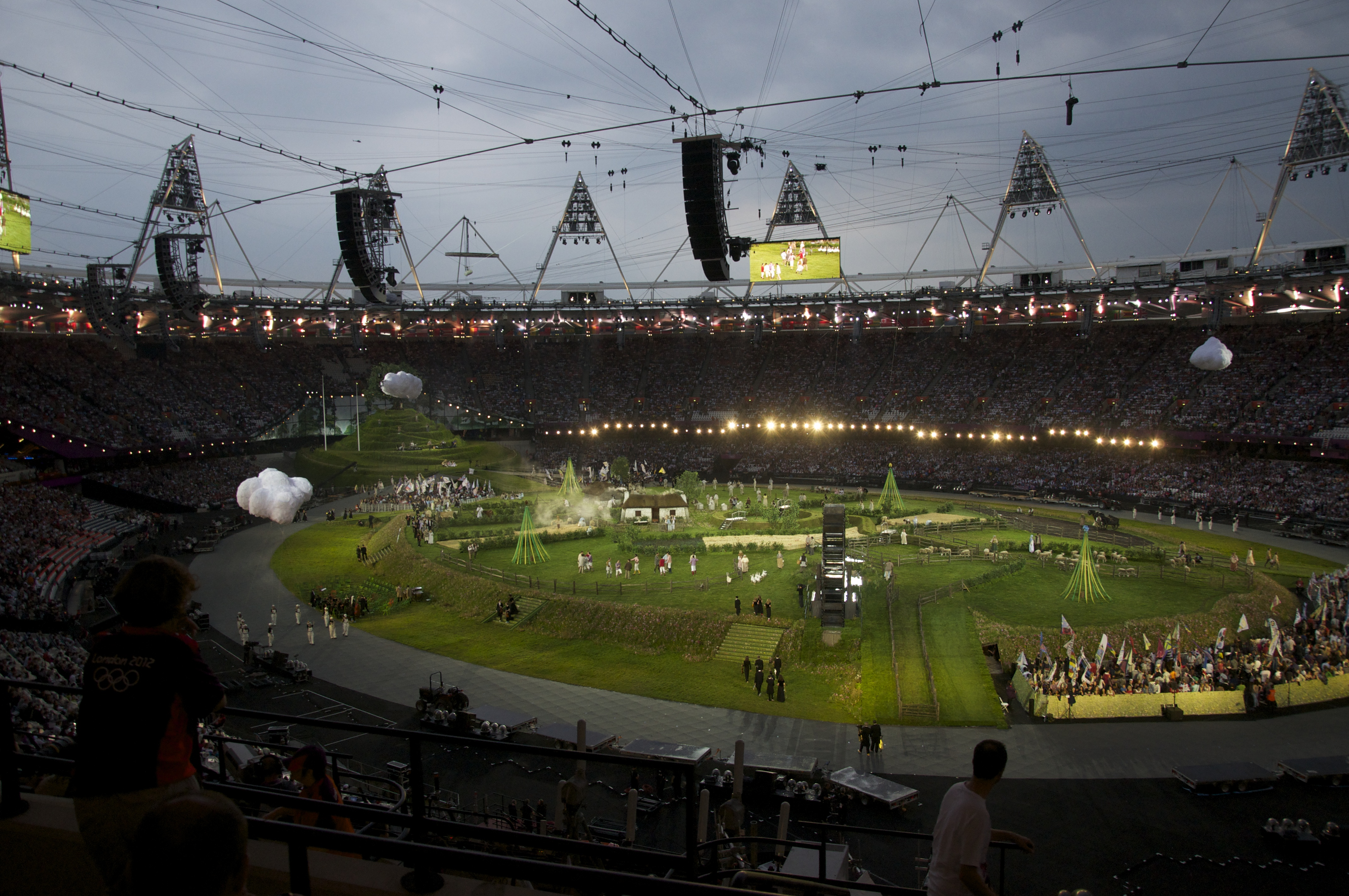
《綠色樂土》一幕展現英國傳統田野風光

第一幕名為《綠色樂土》（Green and Pleasant Land），青年合唱團演唱4首民謠，以代表英國由英格蘭、蘇格蘭、威爾斯及北愛爾蘭四個國家聯合而成，依次為現場演唱，代表英格蘭的《耶路撒冷》；巨人堤道拍攝，代表北愛爾蘭的《丹尼男孩》；愛丁堡城堡拍攝，代表蘇格蘭的《蘇格蘭之花》；在罗西里海滩（Rhossili Beach）拍攝，代表威爾斯的《天糧》:16。表演並剪輯了橄欖球國家聯盟賽事中，四個國家代表的得分片段。
場館中央展現了英國在工業革命前的鄉村面貌，四枝五朔節花柱代表英格蘭、蘇格蘭、威爾斯及北愛爾蘭四個國家，村民以務農為生，表演中真實呈現40隻綿羊、3頭牛、2隻羊，10隻雞、10隻鴨、3隻牧羊犬，他們閒時在田野上踢橄欖球、足球及進行板球比賽，表演尾聲一輛馬車走到田野附近，身穿紳士打扮的50名工程師及商人出現，在田野上仔細測量及交易，為田野帶來了騷動。由簡尼夫·班納飾演的英國著名工程師伊桑巴德·金德姆·布魯內爾登上山丘，高呼《暴風雨》中角色卡利班的經典台詞:17：
不要怕。這島上充滿了各種聲音和悅耳的樂曲，使人聽了愉快，不會傷害人。有時成千的叮叮咚咚的樂器在我耳邊鳴響。有時在我酣睡醒來的時候，聽見了那種歌聲，又使我沉沉睡去；那時在夢中的雲端便好像開了門，無數珍寶要向我傾倒下來；當我醒來之後，我簡直哭了起來，希望重新做一遍這樣的夢。

### 失序的年代
第二幕《失序的年代》（Pandemonium）展現工業革命為英國帶來的轉變，由依芙琳·葛蘭妮的地下打擊樂團（Underworld）帶領的965名鼓手，擊起巨響的節奏，山丘上重達3噸的橡樹拔地而起，逾萬名身穿工人服的演員從四方八面進入田野，把田野上的建築物及草地移走，取而代之，工業革命帶來了7支煙囪拔起而起、伴隨着发动机、織布機及熔锅，工人們各自忙碌，讓人眼花繚亂。同時不同造型的演員，也展現英國社會的急速轉變，如爭取英國的婦女參政權、1936年反失業及貧窮的工人遊行、二戰後的加勒比地区移民、退役軍人組織、披頭四《比伯軍曹寂寞芳心俱樂部》等，表演中段有片刻的默哀，悼念在兩次世界大戰中陣亡的將士。最後工人們在熔锅鑄造出一個火紅的巨型圓環，在音樂聲中緩緩升起，與懸在半空的其他圓環組成奧運五環:22-23。

### 快樂與榮耀
第三幕《快樂與榮耀》（Happy and Glorious）取名於英國國歌的歌詞，大會播效一段由丹尼·波爾執導，英國廣播公司製作的短片，由丹尼爾·基克扮演的龐德，乘坐倫敦的士到達白金漢宮，引起了正在參觀的巴西小童注意。龐德護送英國女王伊利沙伯二世（由女王本人扮演）乘搭阿古斯塔韋斯特蘭AW139直升機前往倫敦奧林匹克體育場，期間沿道見證倫敦市民的喜悅與歡呼，更穿越了掛上五環標誌的倫敦塔橋。最後，龐德及伊利沙伯二世（已換上特技演員）從直昇機一躍而下，以英國國旗為圖案的降落傘打開，全場響起占士邦的主題音樂，而觀眾席呈現出英國國旗圖案。女王在王夫愛丁堡公爵菲臘親王及國際奧委會主席雅克·羅格陪同下，進入體育場場館，並穿著與短片相同的服裝，以呼應短片中她與占士邦剛抵達:23-24。
由三軍代表手持的英國國歌其後在山丘上緩緩升起，並由聽障學童以無伴奏合唱及手語方式，演唱英國國歌《天佑女王》第一及第三段:23-24。

### 右手第二条路，一直向前，直到天明
第四幕《右手第二条路，一直向前，直到天明》（Second to the right, and straight on till morning），取名自童話《彼得潘》，主角小飛俠彼得潘向溫蒂說出如何前往永無島（Neverland）的經典對白。在麥克·歐菲爾德演奏其知名電子音樂《Tubular Bells》陪奏下，600名均來自國家醫療服務（National Health Service, NHS）舞者，穿着醫生與護士服裝，推着320張載着小童的睡床，砌出「GOSH」字樣(即大奥蒙德街兒童医院的英文縮寫，是童話《彼得潘》版權持有人；同是也是「哎呀！」的相關語)及小童笑臉圖案，以象徵英國引以自豪的國家醫療服務:26-27。醫護人員與病童講故事及起舞，同時發光的病床展現「NHS」字樣，即國家醫療服務的英文縮寫，醫護人員哄着兒童入睡。
一名女童偷偷在床內閱讀童話故事，《哈利波特》作者J·K·羅琳唸起《彼得潘》的序幕，英國童話故事中的奸角相繼以巨型木偶形式出現，包括《彼得潘》的胡克船長、《101斑點狗》的古萊拉、《哈利波特》的佛地魔、《萬能飛天車》（Chitty Chitty Bang Bang）的柺子漢，聯同身着黑衣的妖怪出現，最後32名扮演《歡樂滿人間》中仙女保母瑪麗·包萍從天而降，把妖怪及奸角驅逐，兒童重得歡樂並安心入睡，場中出現巨型的兒童面容與睡床:26-27。

### 插曲
第五幕《插曲》（Interlude）向英國電影致敬，倫敦交響樂團在指揮家賽門·拉圖帶領下，演奏希臘音樂家范吉利斯為1981年電影《烈火戰車》創作的主題音樂。路雲·雅堅遜飾演的戇豆先生亦是其中一員，負責持續的按動單音的合成器，期間他因欠缺表現而不甚耐煩，拿出手機自拍，又把面紙拋進身旁的鋼琴。戇豆先生其後發了一場白日梦，夢到自己在《烈火戰車》序幕與一眾運動員在蘇格蘭圣安德鲁斯的西灘練跑，在乘車超前與作弊下，最終戇豆先生以首名姿態到達終點。豆豆先生夢醒時發現樂團已經奏完音樂，被賽門·拉圖一臉無奈盯着，他站起來彈了最後的段落，但最後一刻卻走音，令樂團尷尬非常:29。
《烈火戰車》的主題音樂，在倫敦奧運期間亦為獎牌頒發儀式的配樂。

### 法蘭奇與珍說······多謝蒂姆
本幕纪念从20世纪60年代至今每个年代的英国流行音乐及文化，在由弓箭手歌曲、BBC新闻片头曲《灰色女孩》的伴奏下，一位年轻的母亲和儿子乘坐一辆Mini Cooper来到一栋英国现代住宅。此时大屏幕显示着1987年由迈克尔·费许“不要担心飓风”的天气预报，突然房屋坍塌。舞台中央的另一所房屋用作大屏幕，播放着来自英国各档电视节目、MV和电影的剪辑，包括《平步青云》、《葛雷葛莱的女友》、《小孩与鹰》、《雪人》、《柳条人》、《四个婚礼和一个葬礼》和《迷幻列车》。某个晚上，一群舞者围绕着弗兰基和琼，英国流行歌曲被按照时间顺序排列，从The Jam的《Going Underground》开始，表明他们正搭乘伦敦地铁。而火车铁轨的影响投射到房子里，前伦敦市长肯·利文斯隐约可见。整个章节中可以看到演员们在互相发短信、不断更新社交网站上的动态，弗兰基和琼通过埃里克·克莱普顿在《美妙之夜》上的演出片段相互通知，但弗兰基看到琼的手机掉到下水管去了，他得去找回手机。

### 求主同住
一段提前录好了的短片在会场播出，显示了奥运火炬传递时的精彩点滴。而接着画面转到泰晤士河的现场，由大卫·贝克汉姆驾驶的快艇正从泰晤士河前往体育馆外，而火炬则由英国运动员杰德·贝礼（音译）持着。而这一段已于该年的7月24日彩排了，特写的片段也在同一天拍摄了。
接着大会则向 “那些未能出席开幕式的亲戚朋友们”， 包括伦敦七七爆炸案的受害者们（该事故发生在伦敦被宣布为奥运会主办城市时的同一天）。而大荧幕则显示出那些从志愿者及观众搜集的往生者们的照片，由布莱恩·伊诺的歌曲《An ending (ascent)》伴奏。
随后，艾梅丽·桑德唱了圣歌《求主同住》，而舞蹈员们跳着当代舞，带出该舞的主题：死亡。

### 運動員進場
參加是屆倫敦奧運的205個國家和地區的運動員會按英文順序進場，而希臘作為奧運會發源地將按傳統排於首隊進場，而是屆奧運會主辦國英國將排在最後一隊進場。由於是屆奧運會有超過10000名運動員參加，組委會為了有效管理開幕式的時間安排以及為免運動員進場時間冗長而建議每個國家及地區代表團只派出運動員代表進場。
其中較為令人難忘的進場是三名個人名義運動員（Independent Olympic Athletes）。他們原本代表位於加勒比海的荷屬安的列斯 (Netherlands Antilles)（另外有一名來自南蘇丹的個人名義運動員，但他沒有進場）。但由於荷屬安的列斯於2010年解體（當地的奧委會亦被國際奧委會褫奪奧委會資格），而那三名運動員並不願意以荷蘭運動員身份比賽，所以國際奧委會同意讓他們以個人運動員身份比賽。他們進場時載歌載舞，與其他國家的代表團形成強烈對比，其後備受網上媒體關注。
| 1. 希腊（GRE） 2. 阿富汗（AFG） 3. 阿尔巴尼亚（ALB） 4. 阿尔及利亚（ALG） 5. 美属萨摩亚（ASA） 6. 安道尔（AND） 7. 安哥拉（ANG） 8. 安提瓜和巴布达（ANT） 9. 阿根廷（ARG） 10. 亚美尼亚（ARM） 11. 阿鲁巴（ARU） 12. （AUS） 13. 奥地利（AUT） 14. 阿塞拜疆（AZE） 15. 巴哈马（BAH） 16. 巴林（BRN） 17. （BAN） 18. 巴巴多斯（BAR） 19. 白俄罗斯（BLR） 20. 比利时（BEL） 21. 伯利兹（BIZ） 22. （BEN） 23. 百慕大（BER） 24. 不丹（BHU） 25. 玻利维亚（BOL） 26. 波斯尼亚和黑塞哥维那（BIH） 27. 博茨瓦纳（BOT） 28. 巴西（BRA） 29. （IVB） 30. 汶莱（BRU） 31. 保加利亚（BUL） 32. 布基纳法索（BUR） 33. 布隆迪（BDI） 34. 柬埔寨（CAM） 35. 喀麦隆（CMR） 36. 加拿大（CAN） 37. 佛得角（CPV） 38. 开曼群岛（CAY） 39. 中非共和国（CAF） 40. （CHA） 41. 智利（CHI） 42. 中国（CHN） 43. 哥伦比亚（COL） 44. 科摩罗（COM） 45. 刚果共和国（CGO） 46. 库克群岛（COK） 47. 哥斯达黎加（CRC） 48. 科特迪瓦（CIV） 49. 克罗地亚（CRO） 50. 古巴（CUB） 51. 塞浦路斯（CYP） | 1. 捷克（CZE） 2. 朝鲜（PRK） 3. 刚果民主共和国（COD） 4. 丹麦（DEN） 5. 吉布提（DJI） 6. 多米尼克（DMA） 7. （DOM） 8. 厄瓜多尔（ECU） 9. 埃及（EGY） 10. 萨尔瓦多（ESA） 11. 赤道几内亚（GEQ） 12. 厄立特里亚（ERI） 13. 爱沙尼亚（EST） 14. 埃塞俄比亚（ETH） 15. 斐济（FIJ） 16. 芬兰（FIN） 17. 马其顿（MKD） 18. 法国（FRA） 19. 加蓬（GAB） 20. 冈比亚（GAM） 21. （GEO） 22. 德国（GER） 23. （GHA） 24. 格林纳达（GRN） 25. 关岛（GUM） 26. 危地马拉（GUA） 27. 几内亚（GUI） 28. 几内亚比绍（GBS） 29. 圭亚那（GUY） 30. 海地（HAI） 31. 洪都拉斯（HON） 32. 中国香港（HKG） 33. 匈牙利（HUN） 34. 冰岛（ISL） 35. 独立奥林匹克运动员（IOA） 36. 印度（IND） 37. 印度尼西亚（INA） 38. 伊朗（IRI） 39. 伊拉克（IRQ） 40. 爱尔兰（IRL） 41. 以色列（ISR） 42. 意大利（ITA） 43. 牙买加（JAM） 44. 日本（JPN） 45. 约旦（JOR） 46. （KAZ） 47. （KEN） 48. 基里巴斯（KIR） 49. 韩国（KOR） 50. 科威特（KUW） 51. （KGZ） | 1. 老挝（LAO） 2. 拉脱维亚（LAT） 3. 黎巴嫩（LIB） 4. 莱索托（LES） 5. 利比里亚（LBR） 6. 利比亚（LBA） 7. 列支敦士登（LIE） 8. 立陶宛（LTU） 9. 卢森堡（LUX） 10. 马达加斯加（MAD） 11. 马拉维（MAW） 12. 马来西亚（MAS） 13. 马尔代夫（MDV） 14. （MLI） 15. 马耳他（MLT） 16. 马绍尔群岛（MHL） 17. 毛里塔尼亚（MTN） 18. 毛里求斯（MRI） 19. 墨西哥（MEX） 20. 密克罗尼西亚（FSM） 21. 摩尔多瓦（MDA） 22. 摩纳哥（MON） 23. 蒙古（MGL） 24. （MNE） 25. 摩洛哥（MAR） 26. 莫桑比克（MOZ） 27. 缅甸（MYA） 28. 纳米比亚（NAM） 29. （NRU） 30. 尼泊尔（NEP） 31. 荷兰（NED） 32. 新西兰（NZL） 33. 尼加拉瓜（NCA） 34. （NIG） 35. 尼日利亚（NGR） 36. 挪威（NOR） 37. 阿曼（OMA） 38. 巴基斯坦（PAK） 39. 帕劳（PLW） 40. 巴勒斯坦（PLE） 41. 巴拿马（PAN） 42. 巴布亚新几内亚（PNG） 43. 巴拉圭（PAR） 44. 秘鲁（PER） 45. 菲律宾（PHI） 46. 波兰（POL） 47. 葡萄牙（POR） 48. 波多黎各（PUR） 49. （QAT） 50. 罗马尼亚（ROU） 51. 俄罗斯（RUS） | 1. 卢旺达（RWA） 2. 圣基茨和尼维斯（SKN） 3. 圣卢西亚（LCA） 4. 圣文森特和格林纳丁斯（VIN） 5. 萨摩亚（SAM） 6. 圣马力诺（SMR） 7. 圣多美和普林西比（STP） 8. 沙特阿拉伯（KSA） 9. 塞内加尔（SEN） 10. 塞尔维亚（SRB） 11. 塞舌尔（SEY） 12. （SLE） 13. 新加坡（SIN） 14. 斯洛伐克（SVK） 15. 斯洛文尼亚（SLO） 16. 所罗门群岛（SOL） 17. 索马里（SOM） 18. 南非（RSA） 19. 西班牙（ESP） 20. 斯里兰卡（SRI） 21. 苏丹（SUD） 22. 苏里南（SUR） 23. （SWZ） 24. 瑞典（SWE） 25. 瑞士（SUI） 26. 叙利亚（SYR） 27. 中华台北（TPE） 28. （TJK） 29. 坦桑尼亚（TAN） 30. 泰国（THA） 31. 东帝汶（TLS） 32. 多哥（TOG） 33. （TGA） 34. 特立尼达和多巴哥（TRI） 35. 突尼斯（TUN） 36. 土耳其（TUR） 37. （TKM） 38. 图瓦卢（TUV） 39. 乌干达（UGA） 40. 乌克兰（UKR） 41. 阿拉伯联合酋长国（UAE） 42. 美国（USA） 43. 乌拉圭（URU） 44. （UZB） 45. 瓦努阿图（VAN） 46. 委内瑞拉（VEN） 47. 越南（VIE） 48. （ISV） 49. 也门（YEM） 50. 赞比亚（ZAM） 51. 津巴布韦（ZIM） 52. 英国（GBR） （主辦國） |

运动员进场后由北极泼猴乐队演唱《I Bet You Look Good on the Dancefloor》和《Come Together》，演唱第二首歌时台下75名演员踩着单车挥动翅膀，象征飞翔的和平鸽。

### 致詞及宣佈揭幕
倫敦奧組委主席塞巴斯蒂安·高爾男爵、國際奧委會主席雅克·羅格將分別在開幕典禮上致詞。雅克·羅格致詞後，他邀請英國女王伊麗莎白二世為是屆奧運會宣佈開幕。當宣布開幕後，國際奧委會會旗將會進入會場，該旗幟及後在奧林匹克會歌伴奏下於體育場館內緩緩升起。隨後，主辦國運動員代表及裁判員左將分別手持國際奧委會會旗一小角並作運動員宣誓及裁判員宣誓儀式。

### 聖火點燃
该屆奧運聖火點燃於開幕典禮最後環節進行，这屆奧運聖火傳遞活動在倫敦奧林匹克體育場進行最後一站，而手持最後一棒的火炬手將聖火點燃在場館主火炬之上。这屆聖火點燃儀式非常特別，首先由坐快艇沿經泰晤士河到倫敦奧林匹克體育場外，然後聖火於岸邊傳給英國賽艇運動員，連奪五屆奧運賽艇金牌的史蒂夫·雷德格雷夫。雷德格雷夫其後持著火炬跑進會場，再將聖火傳給7位英國本地青年人。最後這7位青年手持火炬先繞場跑一圈，然後將預先準備好的204個金盤（代表著204個國家代表，於「運動員進場」環節中帶進會場）點燃其中7個，其後剩餘的金盤會接著被點燃，再將204個金盤升起形成一個大火盤，同時「奧運鐘」再次被敲響，寓意倫敦奧運正式開始。這屆奧運也是史上首次用名不見傳的人點燃聖火，有別於往屆奧運用主辦國裡最有名的運動員負責點燃聖火。开幕式之后，火炬盘将会移至场内一侧展出。

### 壓軸
披头士乐队灵魂核心保羅·麥卡尼帶領全場高歌经典金曲《Hey Jude》，為開幕式畫下句點。

## 转播媒体
在中国大陆，包括中央电视台综合频道（除香港版本外）、中央电视台体育频道、中央电视台新闻频道和中国3D电视试验频道对开幕式进行转播，而中央电视台高清频道与奥运频道并机高清转播，共有五路频道进行转播。其中，新闻频道由白岩松负责解说，其他频道由张斌和沙桐负责解说。
在香港，香港电台第一台、亞洲電視國際台、無綫電視明珠台、有线第1台、有线奥运1台、2台、3台和3D台转播。
在澳门，转播信号由中央电视台提供，在澳視體育台和澳視高清台转播。
在台湾，包括台視主頻、台視財經台、台視HD台、中視主頻、中視新聞台、中視HD台、華視主頻、華視休閒頻道、華視HD台、民視無線台、台灣交通電視台、民視高畫質台、公視HiHD、愛爾達綜合台、愛爾達體育台、愛爾達奧運1-10台、愛爾達奧運新聞台、愛爾達奧運3D台、愛爾達奧運2D台等频道进行转播。
在英国，共有约2,424万的观众通过BBC的转播信号收看奥运会开幕式，是全年收视率最高的英国电视节目。
在美国，NBC享有全国独家转播许可。同北京奥运会开幕式一样，NBC没有采用直播形式转播开幕式，而是延时播出，并在中途插播广告。
在馬來西亞，Astro 裡的ESPN 體育頻道現場直播，直播頻道有 RTM 2 ，ESPN ，ESPN HD ，EO 1 ，EO 1 HD ，EO 3D。
除了RTM 2，ESPN，ESPN HD 以外，節目播出後半小時進行重播直到奧林匹克第一場賽事播出。
- EO 是 ESPN Olympic 之簡稱。

## 資料來源
1. 1 2 3  . 聯合早報. 2012-01-30  [2012-05-20]. （原始内容存档于2012-08-21） （中文（中国大陆））.
2. ↑  . 2012年倫敦奧運會和帕運會官方網頁.   [2012-05-20]. （原始内容存档于2013-01-03） （英语）.
3. 1 2 3 4 5 6 7 8 9 10   (PDF).   [2012-08-18]. （原始内容存档 (PDF)于2012-07-31）.
4. ↑  Gibson, Owen. . The Guardian. 27 July 2012  [28 July 2012]. （原始内容存档于2012-07-29）.
5. ↑  .   [2012-07-29]. （原始内容存档于2020-11-06）.
6. ↑  Koreen, Eric. . The National Post. 27 June 2012  [28 July 2012]. （原始内容存档于2012-12-09）.
7. ↑  Green & Pleasant Land （页面存档备份，存于）, Ceremony Explorer
8. ↑  Brooks, Xan. . The Guardian. 27 July 2012  [28 July 2012]. （原始内容存档于2020-11-24）.
9. ↑  Brown, Nic. . BBC News. 27 July 2012  [28 July 2012]. （原始内容存档于2012-07-28）.
10. ↑  'Chariots Of Fire' Played At The Olympic Medal Ceremony: Listen, Watch The Original Slow-Mo Scene （页面存档备份，存于）International Business Times, August 9, 2012
11. ↑  . Olympic World. 2012-03-04  [2012-04-15]. （原始内容存档于2014-11-13） （英语）.
12. ↑  . 2012年倫敦奧運會和帕運會官方網頁.   [2012-05-20]. （原始内容存档于2012-09-18） （英语）.
13. ↑  . Inside the Games. 2012-07-16  [2012-07-17]. （原始内容存档于2014-11-13） （英语）.
14. 1 2 3 4  转播信号由愛爾達電視提供
15. ↑  解说音频信号由华视提供
16. ↑  .   [2012-08-11]. （原始内容存档于2012-05-06）.
17. ↑  . Huffington Post. 27 July 2012  [29 July 2012]. （原始内容存档于2016-04-27）.